# Froges
Froges è un comune francese di 3 495 abitanti situato nel dipartimento dell'Isère della regione dell'Alvernia-Rodano-Alpi.
Il comune è gemellato con il Castello di Acquaviva, nella Repubblica di San Marino, dal 1984.

## Società

### Evoluzione demografica
Abitanti censiti

## Amministrazione

### Gemellaggi
Acquaviva, dal 1984